# Диплококе
Диплококе су бактерије кружног облика (које) које живе у паровима од по две. 
Постоје грам позитивне и грам негативне диплококе.
- Грам позитивне диплококе су пнеумококе (стрептококус пнеумоније).

- Грам негативне диплококе су најсерије. Постоји најсерија менингитиса (менингокок) и најсерија гонореје (гонокок).